# كلخ بري
الكلخ البري (باللاتينية: Ferula sauvagei) نوع نباتي يتبع جنس الكلخ من الفصيلة الخيمية.

## الموئل والانتشار
النبات واطن في المغرب العربي.